# Bischweier
Bischweier est une commune allemande, située dans le Land de Bade-Wurtemberg et l'arrondissement de Rastatt.

## Géographie
Bischweier se situe dans le Fossé rhénan, à environ 7 km à l'est de la ville de Rastatt, au débouché de la vallée de la Murg.

### Communes limitrophes
Bischweier est limitrophe :
- dans le Land de Bade-Wurtemberg :
  - au sein de l'arrondissement de Rastatt :
    - au nord, de la commeune de Muggensturm,
    - à l'est, de la ville de Gaggenau,
    - au sud et à l'ouest, de la ville de Kuppenheim.